# Immersion (revue)
Immersion est une revue française consacrée aux jeux vidéo lancée en décembre 2017.

## Présentation
Immersion est une revue française semestrielle d'analyse du jeu vidéo créée par Mohamed Megdoul,. Le premier numéro est lancé en décembre 2017. Chaque numéro s'articule autour d'un thème : « l'espace virtuel » pour le premier, « survivre » pour le deuxième, « le peuple » pour le troisième, « l'amour » pour le quatrième, « l'argent » pour le cinquième, les « frontières » pour le sixième,, les « adolescences japonaises » pour le septième, les « esprits animaux » pour le huitième,, et les « performances » pour le neuvième. L'approche de la revue, qui ne comporte pas de publicité, est « approfondie et sérieuse sans être universitaire », « à contre-courant », et les articles sont « longs et fouillés. » Jusqu'au numéro 6, ces derniers sont le fruit de différents contributeurs bénévoles,. À partir du numéro 7, la revue est financée participativement, ce qui lui permet d'être « financièrement à l'équilibre » et de rémunérer tous les participants,.

## Réception critique
Pour Ent'revues, « Immersion constitue, assurément, un objet remarquable, ambitieux qui permet, chose rare, de penser à partir de ce que l’on méconnait. C’est déroutant, amusant, inquiétant et jouissif à la fois ». France Info parle d'une « très belle revue », avec « 140 pages élégantes ». Selon ActuGaming, Immersion s'adresse à un lectorat qui ne souhaite pas « [se] limiter à l’actualité » ; le magazine propose « de jeter un autre œil sur [le jeu vidéo] avec des analyses poussées et très uniques », et il est « ponctué de sublimes illustrations, qui [lui] donnent un certain cachet ». Les Inrockuptibles constatent que « la revue Immersion est la première en son genre à se consacrer au jeu vidéo en tant que forme artistique », et se demandent si elle « sera les Cahiers du cinéma du jeu vidéo ». Enfin, Trax affirme que « le jeu vidéo est un art, et la superbe revue Immersion est là pour le prouver ».